# I Brought You My Bullets, You Brought Me Your Love
I Brought You My Bullets, You Brought Me Your Love (Я Дал Тебе Пули, Ты Дала Мне Любовь) — дебютный студийный альбом квинтета из Нью-Джерси My Chemical Romance, выпущенный 23 июля 2002 года. Альбом продюсировал Джефф Рикли (англ. Geoff Rickly), вокалист Thursday.

## Музыкальные и лирические темы
Альбом классифицируются по жанрам, таким как эмо, пост-хардкор, скримо, панк-рок, готический рок, поп-панк, и гаражный панк. Альбом имеет сырой звук с гитарными риффами, очень энергичным вокалом и редкими криками. Несмотря на то, что он продается в жанрах пост-хардкора и альтернативного рока, он считается эмо-альбомом под сильным влиянием панк-рока, хардкорного панка и хэви-метала.
Альбом «I Brought You My Bullets, You Brought Me Your Love» часто рассматривают как концептуальный альбом. В ней участвуют два персонажа в стиле Бонни и Клайда, которых в конце концов расстреливают в пустыне.
Ещё одна тема альбома — природа вампиров, как нежити, так и, образно говоря, тех, кто стремится развращать и эксплуатировать других. Песня «Skylines and Turnstiles» была написана вскоре после терактов 11 сентября и выражала чувства скорби и утраты, а композиция «Early Sunsets over Monroeville» была вдохновлена фильмом Джорджа А. Ромеро «Рассвет мертвецов». Джерард Уэй описывает её как «сладкую песню о рассвете мертвых», в текстах которой используются отсылки из фильма. До терактов 11 сентября Уэй работал писателем комиксов и аниматором. Он работал над комиксом о вампирах (который так и не закончил), а также сказал, что это причина появления вампиров в текстах песен.

## Релиз и продвижение
Текст на диске альбома гласит:
"Несанкционированное копирование является нарушением применимых законов и приведет к тому, что Джерард придет к вам домой и высосет вашу кровь".
Чтобы раскрутить альбом, My Chemical Romance играли свои песни в барах и клубах по всему Нью-Джерси. Тур-менеджер Брайан Шехтер заметил выступление группы и подумал, что группа идеально подойдет для открытия для группы The Used. В конце концов Шехтер стал менеджером группы, которая позже была замечена Reprise Records, крупным звукозаписывающим лейблом, связанным с Warner Bros. Reprise Records подписали контракт с My Chemical Romance в 2003 году.
Переиздания альбома 2005 и 2009 годов содержат бонусный диск Еyeball Records Sampler CD. Существует несколько различных версий сэмплера, и каждая из них содержит разные треки. С момента закрытия Еyeball Records этот альбом в настоящее время вышел из печати во всех форматах. Альбом был переиздан на виниле 3 февраля 2009 года в чистом, а также белом и красном издании. По состоянию на февраль 2009 года продалось более 300000 копий в США, а также стал золотым из-за продаж более 100 000 копий альбомов в Великобритании. Физические копии альбома сегодня очень редки в Соединенных Штатах, однако он вернулся в iTunes 23 сентября 2016 года и появился на Spotify и Google Play в тот же день.

## Список композиций
Слова и музыка всех песен — Мэтт Пелисьер, Рэй Торо, Джерард Уэй и Майки Уэй, кроме «Romance».
| №   | Название                                                | Длительность |
| --- | ------------------------------------------------------- | ------------ |
| 1.  | «Romance»                                               | 1:02         |
| 2.  | «Honey, This Mirror Isn’t Big Enough for the Two of Us» | 3:51         |
| 3.  | «Vampires Will Never Hurt You»                          | 5:26         |
| 4.  | «Drowning Lessons»                                      | 4:23         |
| 5.  | «Our Lady of Sorrows»                                   | 2:05         |
| 6.  | «Headfirst for Halos»                                   | 3:28         |
| 7.  | «Skylines and Turnstiles»                               | 3:23         |
| 8.  | «Early Sunsets Over Monroeville»                        | 5:04         |
| 9.  | «This Is the Best Day Ever»                             | 2:12         |
| 10. | «Cubicles»                                              | 3:51         |
| 11. | «Demolition Lovers»                                     | 6:06         |

### Музыкальное видео на переизданном издании
| №  | Название                                                              | Длительность |
| -- | --------------------------------------------------------------------- | ------------ |
| 1. | «Honey, This Mirror Isn't Big Enough for the Two of Us» (music video) | 3:53         |
| 2. | «Vampires Will Never Hurt You» (music video)                          | 5:52         |

## Участники записи
- Джерард Уэй — основной вокал, бэк-вокал
- Рэй Торо — соло-гитара, ритм гитара (на треках  3–7, 9–11)
- Фрэнк Айеро — ритм-гитара и бэк-вокал (на треках 2 и 8)
- Майки Уэй — бас-гитара
- Мэтт Пелиссьер — ударные, перкуссия

## Позиции в чартах
| Чарт(2007)            | Позиция |
| --------------------- | ------- |
| UK Albums Chart       | 129     |
| Чарт(2009)            | Позиция |
| Japanese Albums Chart | 250     |

## Сертификации
| Регион               | Сертификация | Продажи  |
| -------------------- | ------------ | -------- |
| Великобритания (BPI) | Золотой      | 100 000^ |
| США (RIAA)           | Золотой      | 500,000^ |

### История издания
| Регион         | Дата           | Лейбл          | Формат    | Каталог   |
| -------------- | -------------- | -------------- | --------- | --------- |
| Япония         | 25 марта 2009  | Warner         | CD        | WPCR13347 |
| Великобритания | 12 апреля 2004 | Eyeball, 20:20 | CD        | 9866233   |
| США            | 23 июля 2002   | Eyeball        | CD        | EYE20022  |
| США            | 21 июня 2005   | Eyeball        | CD        | 7200222   |
| США            | 3 февраля 2009 | Eyeball        | 12" vinyl | EYE20059  |